# Lev Gleason Publications
Lev Gleason Publications, fondata da Leverett Gleason, fu la casa editrice statunitense che divenne popolare per una serie di fumetti durante gli anni Quaranta e parte dei primi Cinquanta, che includevano Daredevil, Crime Does Not Pay, Captain Battle e Boy Comics.

## Storia
La Gleason venne fondata a New York e fu un delle prime case editrici a pubblicare fumetti indirizzati ad un pubblico adulto. Leverett Gleason chiamò questi suoi fumetti "Illustorie", a significare che i suoi fumetti appartenevano ad un genere nuovo e diverso.
La Gleason si trovava dietro il suo fumetto più venduto, Crime Does Not Pay (1942), che creò dozzine di imitatori. I fumetti della Gleason (insieme a quelli prodotti insieme alla EC Comics) divennero il target principale della critica dell'influenza dei fumetti. Questa pressione portò la formazione della Association of Comics Magazine Publishers (o ACMP) nel 1948, nello sforzo di evitare regole esterne. Gleason ne fu un membro fondatore. La ACMP fu il primo passo verso la stabilizzazione del Comics Code Authority nel 1954.
La Gleason cessò l'attività nel 1955.